# Иларион Михайлов
Иларион (на гръцки: Iλαρίων) е гръцки духовник от български произход, митрополит на Вселенската патриаршия и Църквата на Гърция.

## Биография
Роден е със светското име Каркаляс, Каркалас (Καρακάλλας) или Михайлов около 1817 година в Станимака, тогава в Османската империя. Син е на българин, преселник в Станимака от Ахъ Челеби. В 1849 година завършва Халкинската семинария. Служи като дякон в Пловдивската митрополия. На 12 декември 1851 година е ръкоположен за презвитер от митрополит Хрисант Пловдивски. Завършва филология в Киевската духовна академия.
На 28 декември е избран, а на 31 декември 1851 година в патриаршеската катедрала „Свети Георги“ митрополит Панарет Ираклийски го ръкополага за левкийски епископ, викарий на пловдивския митрополит. Титулували го още Тополовски, защото тогава се предполагало, че древната Левка била при асеновградското село Тополово.
На 16 март 1867 година е избран за ксантийски митрополит, а на 23 октомври 1872 година става самоковски митрополит.
На 16 юли 1874 година е избран от Патриаршията за костурски митрополит. При неговото владичество е изградена църквата „Свети Никола Нови“ в Габреш.
През първата си година в Костур се противопоставя на българското възраждане в областта и подлага на гонение българския учител в Загоричани Петър Орлов от Бобища. През следващата година подема обиколка из Корещенските села, където, подпомогнат от Търпо Поповски, изнася служби на църковнославянски език.
Търпо Поповски пише за Иларион:
| „ | Подир смъртта на удавилия се Никифор на 1876 г. замести го Иларион, родом българин от Станимака, с висше образование по филология в Киевската духовна академия. Той, ако и българин, като пратеник на Гръцката патриаршия, първата година, преди да се ориентира за положението в епархията си, употреби своето влияние, за да напакости на българщината, която едва беше се породила... Втората година, като се ориентирал, че епархията му е населена изключително от български народ, изменил си поведението, стана по-омекчителен и почна да говори в полза на българизма. | “ |

При служба в Дъмбени владиката заявява:
| „ | Българският език е много богат, но не е обработен, прилича на нива, необработена, с много тръне. Този език като се обработи, ще стане един от първите в Средна Европа. Знаете ли, че тук преди немного века са владели български царе, от които случайно преди 5 месеца ми се падна в ръка една стара българска пара, намерена при оране в нивата на един селянин от близкото до Костур село Кръпени. В същото село се намери в нивята и един български печат, носещ образите на двама царе. Тези две български старини, днес позлатени, се намират у мене. За хиляди лири, ако би ми дали, няма да ги дада. Доще ден, когато немалко ще ми послужат в бъдеще. | “ |

През септември 1879 година владиката посещава училището в Бабчор, в което преподава Наум Христов и му заявява:
| „ | ...продължете да учите децата на майчиния им език. Само тогава те ще могат в кратко време да научат да четат и пишат. | “ |

По донос на гръцкия деец Анастасиос Пихеон Иларион е отзован от Цариградската патриаршия като българофил и на 30 април 1880 година е преместен като митрополит на Фанарска и Ферсалска епархия, а митрополит Константий Фанарски и Ферсалски го замества в Костур. Начело на Фанарската и Ферсалска епархия остава до 1889 година. След присъединяването на Тесалия към Гърция в 1882 година Иларион става член на Светия Синод на гръцката архиепископия, но епархията е понижена в епископия, ранг равен на всички други гръцки епархии без Атинската.
Накрая Иларион е интерниран в Атина, където и умира. Според други източници умира в Кардица на 14 декември 1889 година.